# Батырев, Пётр Михайлович
Пётр Миха́йлович Ба́тырев (1 марта 1918 — 30 сентября 1944) — советский военный лётчик, Герой Советского Союза (23.02.1945), участник советско-финской и Великой Отечественной войн. В годы Великой Отечественной войны — помощник командира по воздушно-стрелковой службе 163-го гвардейского истребительного авиационного полка 229-й истребительной авиационной дивизии 4-й воздушной армии 2-го Белорусского фронта, гвардии капитан.

## Биография
Родился 1 марта 1918 года в деревне Чулпаново ныне Подольского района Московской области в семье крестьянина. Русский. Член ВКП(б) с 1944 года. Окончил школу № 2 в городе Подольске. После окончания школы ФЗУ, работал токарем на Подольском механическом заводе. В 1937 году был принят в аэроклуб.
В Красной армии с 1938 года. В ноябре 1939 года Батырев окончил Борисоглебскую военную авиационную школу пилотов и получил направление на должность младшего лётчика в один из истребительных полков. Участвовал в советско-финской войне 1939—1940 годов. После её окончания Батырев был переведён с повышением в должности на Кавказ, в один из полков, охранявших южную границу страны.
В феврале 1942 года 249-й истребительный авиаполк, в котором служил Батырев, вошёл в состав Крымского фронта. Немецкие войска штурмовали город Севастополь. В небе Крыма лётчик Батырев показал себя смелым и мужественным воином.
5 марта 1942 года четвёрка истребителей поднялась в воздух для отражения налёта противника. Батырев был ведомым у комиссара полка. Завязался воздушный бой с вдвое превосходящими силами немцев. Неожиданно Батырев заметил, что четвёрка Messerschmitt Bf.109 «насела» на самолёт комиссара. Лётчик ринулся на перехват самолётов и закрыл своей машиной самолёт комиссара. Когда Батырев вернулся на аэродром, выяснилось, что его самолёт весь изрешечён пулями, стабилизатор перекошен, повреждены другие механизмы и приборы, но жизнь комиссара была спасена.
Далее 249-й истребительный авиаполк сражался на Северном Кавказе. Множество боевых вылетов совершил Батырев главным образом на разведку передвижения моторизованных колонн, центров сосредоточения сил противника, аэродромов, переправ и других военных объектов. Не раз вступал он в воздушные бои с обнаружившими его «мессершмиттами».
В 1943 году начались тяжёлые бои на Таманском полуострове. Гитлеровцы создали, так называемую, «Голубую линию» — сильно укреплённую полосу обороны, протянувшуюся от Азовского до Чёрного моря. Необходимо было выявить главные опорные пункты сопротивления врага, сосредоточение войск и наиболее уязвимые участки его обороны.
3 октября 1943 года Батырев вылетел на разведку. Несмотря на огонь 4-х дивизионов зенитной артиллерии неприятеля, он выявил линию переднего края обороны противника, его окопы и огневые позиции. В порту Кордон обнаружил баржи и суда, на которых шла погрузка пехоты, артиллерии и автотранспорта врага. Эти данные Батырев передал на КП полка. В воздух поднялись бомбардировщики, ударили дальнобойные орудия.
Выполняя боевое задание во главе четвёрки самолётов в районе Керченского полуострова, лейтенант Батырев заметил, как группа «мессершмиттов» напала на пару истребителей соседнего полка. Не раздумывая, Батырев поспешил на помощь и длинной очередью прошил один Messerschmitt Bf.109, который, разваливаясь на куски, врезался в склон высоты.
После упорных боёв за Крым и освобождения всего полуострова, 163-й гвардейский истребительный авиаполк (бывший 249-й ИАП) перебазировался на 2-й Белорусский фронт. Летом 1944 года началась операция «Багратион» — освобождение Белоруссии и Литвы.
Батырев произвёл разведку вражеской обороны и переправ противника на реках Проня, Днепр, Березина, эшелонов врага на железной дороге Могилёв — Орша, группировки немецких войск, окружённой западнее города Шклова. В районе реки Проня он обнаружил движущиеся по дорогам 500 автомашин, до 450 телег с пехотой и грузами, 30 танков, свыше 200 орудий. Вскоре на отступающего врага с неба свалились тонны бомб и реактивных снарядов. Штурмовики с воздуха полностью разгромили огромную группировку противника, выявленную Батыревым.
К началу августа 1944 года помощник командира по воздушно-стрелковой службе 163-го гвардейского истребительного авиаполка гвардии капитан П. М. Батырев совершил 330 боевых вылетов, из них 18 на штурмовку и 212 на разведку. Участвовал в 52 воздушных боях, лично сбил 5 самолётов противника и 1 в группе.
30 сентября 1944 года Батырев при выполнении очередного боевого задания — разведки линии обороны противника в районе города Августов (ныне республика Польша) встретился в воздухе с 8-ю «мессершмиттами». Ему пришлось вступить в неравный бой. Самолёт Батырева был подбит, а сам лётчик тяжело ранен. Но, несмотря на ранение, Батырев «дотянул» повреждённый самолёт до линии фронта. Уже над своей территорией лётчик от большой потери крови потерял сознание, и его самолёт упал возле посёлка Желудок Гродненской области.
Указом Президиума Верховного Совета СССР от 23 февраля 1945 года за образцовое выполнение боевых заданий командования на фронте борьбы с немецкими захватчиками и проявленные при этом отвагу и геройство гвардии капитану Петру Михайловичу Батыреву было посмертно присвоено звание Героя Советского Союза.

## Награды
- Медаль «Золотая Звезда» Героя Советского Союза
- Орден Ленина
- Два ордена Красного Знамени
- Орден Отечественной войны II степени
- Орден Красной Звезды
- Медали

## Память
Похоронен в сквере городского посёлка Желудок Щучинского района Гродненской области Белоруссии. 17 июля 1957 года на его могиле был открыт памятник. Имя Батырева носят улицы в городе Подольске Московской области, КП Домодедово Таун, городской округ Домодедово, Московская область и в городском посёлке Желудок.